# Seestraße 2 (Stralsund)

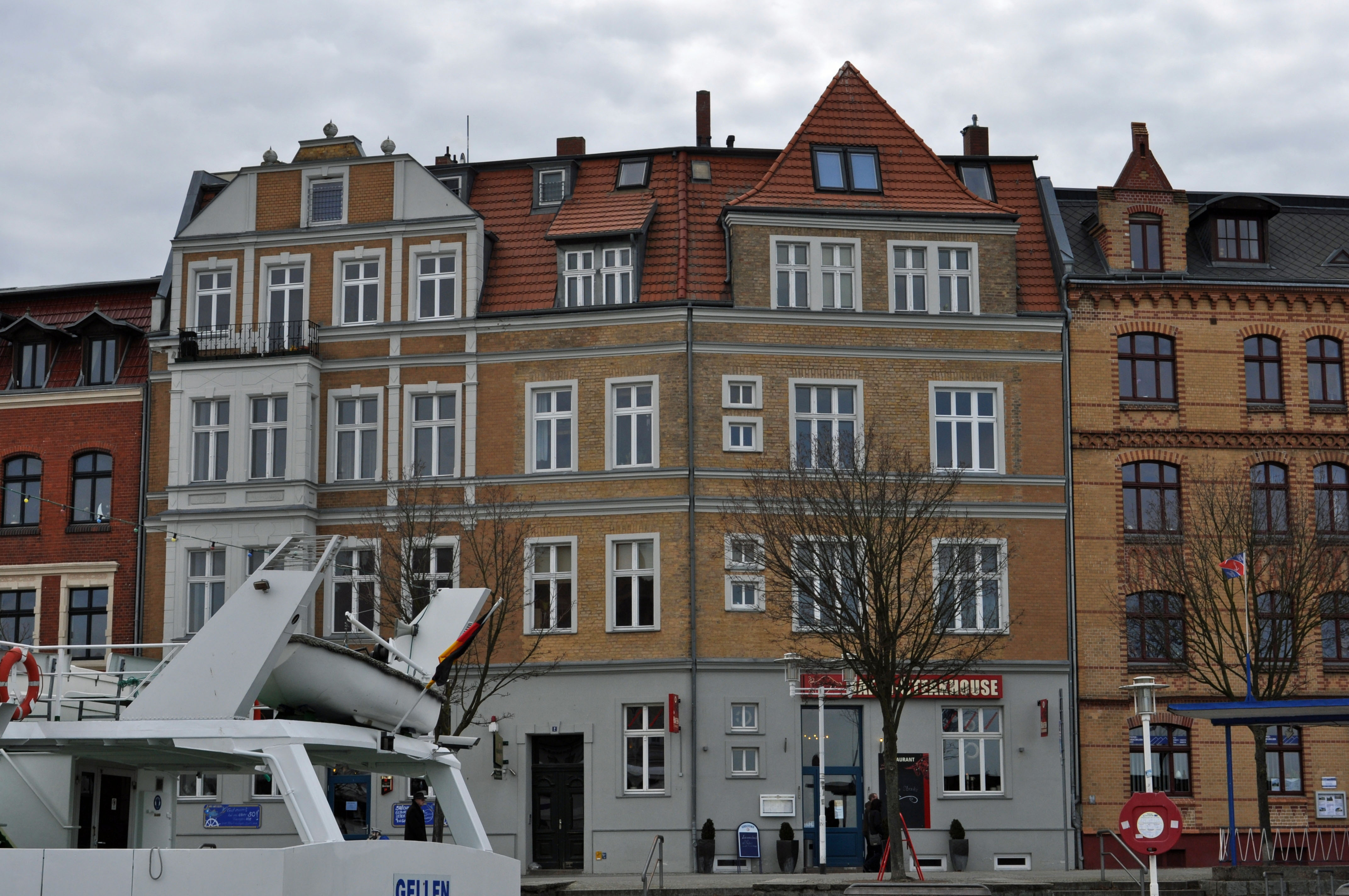
Das Haus Seestraße 2 in Stralsund (2012)

Das Haus mit der postalischen Adresse Seestraße 2 ist ein denkmalgeschütztes Gebäude in der Hansestadt Stralsund in der Seestraße.
Das dreigeschossige Haus wurde im Jahr 1902 errichtet. Es folgt mit seinem abgewinkelten Grundriss dem Verlauf der  ehemaligen Fährbastion.
Die Fassade ist im Erdgeschoss verputzt, die oberen Geschosse überwiegend in Backstein ausgeführt. Durch den leichten Fassadenknick ist das Gebäude in einen sechsachsigen südlichen und einen zweiachsigen nördlichen Teil optisch getrennt. Ein zweigeschossiger Erker und ein vierachsiges Zwerchhaus prägen den südlichen Teil des Gebäudes. Den nördlichen Teil krönt ebenfalls ein Zwerchhaus.
Beim Bombenangriff auf Stralsund am 6. Oktober 1944 wurde der südliche Teil des Gebäudes stark beschädigt; in den 1950er Jahren wurde der Teil erneuert.
Das Haus liegt im Kerngebiet des von der UNESCO als Weltkulturerbe anerkannten Stadtgebietes des Kulturgutes „Historische Altstädte Stralsund und Wismar“. In die Liste der Baudenkmale in Stralsund ist es mit der Nummer 695 eingetragen.
Das Haus wird als Wohn- und Geschäftshaus sowie als Restaurant genutzt.